# Franco Nones
Franco Nones   (Castello-Molina di Fiemme, 1 de febrer de 1941) és un esquiador de fons italià, ja retirat, que va competir durant les dècades de 1960 i 1970. Fou el primer campió olímpic no escandinau o soviètic en una prova d'esquí de fons.
El 1964 va prendre part en els Jocs Olímpics d'Hivern d'Innsbruck, on va disputar dues proves del programa d'esquí de fons. En els 4x10 quilòmetres fou cinquè i en els 15 quilòmetres desè.Quatre anys més tard, als Jocs de Grenoble, va disputar tres proves del programa d'esquí de fons. En els 30 quilòmetres guanyà la medalla d'or, mentre en els 4x10 quilòmetres fou sisè i en els 15 quilòmetres trenta-sisè. El 1972, a Sapporo, disputà els seus tercers, i darrers, Jocs Olímpics, amb una actuació discreta en la cursa dels 15 quilòmetres.
En el seu palmarès també destaca una medalla de bronze al Campionat del Món d'esquí nòrdic de 1966, així com setze campionats nacionals, sis en el relleu i deu en proves individuals entre 1960 i 1971.
El seu nom forma part del Passeig de la Fama de l'esport italià inaugurat el 7 de maig de 2015.